# Kanada na Letních olympijských hrách 1988
Kanada se účastnila Letní olympiády 1988 v jihokorejském Soulu. Zastupovalo ji 328 sportovců (223 mužů a 105 žen) ve 23 sportech.

## Medailisté
| Medaile | Jméno                                                   | Sport                   | Soutěž                                |
| ------- | ------------------------------------------------------- | ----------------------- | ------------------------------------- |
| Zlato   | Lennox Lewis                                            | Box                     | Muži váha supertěžká nad 91 kg        |
| Zlato   | Carolyn Waldo                                           | Synchronizované plavání | Ženy jednotlivci                      |
| Zlato   | Carolyn Waldo Michelle Cameron                          | Synchronizované plavání | Ženy dvojice                          |
| Stříbro | Egerton Marcus                                          | Box                     | Muži váha střední do 75 kg            |
| Stříbro | Mark Tewksbury Victor Davis Sandy Goss Tom Ponting      | Plavání                 | Muži štafeta 4 × 100 m polohový závod |
| Bronz   | Dave Steen                                              | Atletika                | Muži desetiboj                        |
| Bronz   | Raymond Downey                                          | Box                     | Muži lehkotěžká váha do 71 kg         |
| Bronz   | Gina Smith Cynthia Ishoy Ashley Nicoll Eva-Maria Pracht | Jezdectví               | Drezura - družstva                    |
| Bronz   | Andrea Nugent Allison Higson Jane Kerr Lori Melien      | Plavání                 | Ženy štafeta 4 × 100 m polohový závod |
| Bronz   | Frank McLaughlin John Millen                            | Jachting                | Družstvo mužů třída Flying Dutchman   |